# Hermann Julius Paul
Hermann Julius Paul (* 5. Juni 1824 in Breslau, Provinz Schlesien; † 3. Juni 1877 ebenda) war ein deutscher Mediziner und Chirurg in Breslau.

## Leben
Hermann Julius Paul studierte an der Königlichen Universität zu Breslau von 1841 bis 1843 zunächst Philologie und Katholische Theologie, dann in Breslau und an der Friedrich-Wilhelms-Universität zu Berlin Medizin und wurde 1846 in Berlin mit seiner Dissertation „Pathologia placentae“ promoviert. Nach seiner Approbation 1848 war er bis 1854 Volontärarzt am Kloster der Barmherzigen Brüder zu Breslau, wirkte zwischenzeitlich 1851 und 1853 als Leiter des Cholera-Hospitals und wurde 1854 Arzt der königlichen Gefangenenanstalt. Im Jahr 1855 habilitierte er sich als Privatdozent an der Universität Breslau, wurde 1861 Primärarzt am Allerheiligen-Hospital und 1865 dirigierender Arzt am Krankenhaus der Barmherzigen Brüder in Breslau.
Er war Mitglied der Schlesischen Gesellschaft für vaterländische Kultur und wurde am 1. Mai 1855 unter der Präsidentschaft von Christian Gottfried Daniel Nees von Esenbeck unter der Matrikel-Nr. 1733 mit dem akademischen Beinamen Roux als Mitglied in die Kaiserliche Leopoldino-Carolinische Akademie der Naturforscher aufgenommen.

## Schriften
- Pathologia placentae. Dissertatio inauguralis pathologico-obstetricia, Schade, Berlin 1846 (Digitalisat)
- Die conservative Chirurgie der Glieder, oder, Darstellung der Mittel und Methoden, welche zur Vermeidung, respective Beschränkung der Amputationen und Knochen-Resectionen sich darbieten. Trewendt & Granier, Breslau 1854 (Digitalisat)
- Die chirurgischen Krankheiten des Bewegungs-Apparates. M. Schauenburg & Co., Lahr 1861 (Digitalisat)